# バーナード・ハーマン

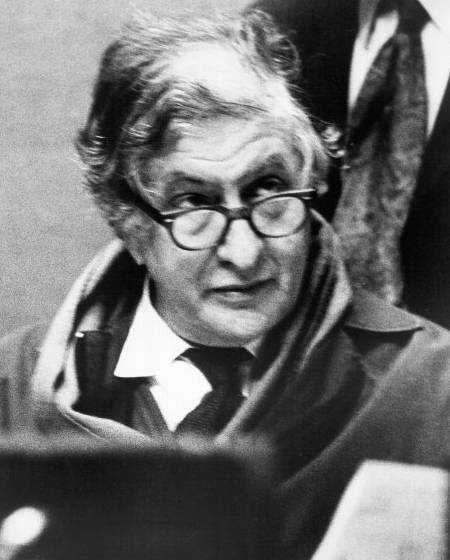
バーナード・ハーマン

バーナード・ハーマン（Bernard Herrmann, 1911年6月29日 - 1975年12月24日）は、主に映画音楽で活躍したアメリカの作曲家である。アルフレッド・ヒッチコック監督作品（『めまい』、『北北西に進路を取れ』など）や『市民ケーン』、『ケープ・フィアー』、『タクシードライバー』（遺作となった）など多くの映画作品に音楽を提供した。

## 経歴
出生名マックス・ハーマン（Max Herman）としてニューヨークでロシア出身のユダヤ移民1世の家庭に生まれる。父の旧姓はダルディック（DardickもしくはDardik）であったが、米国に移民する際に母方の旧姓であるフィンケルパール（Finkelpearl）に改め、次いで母のいとこのファーストネームにちなんでハーマン（Herman）と改め、さらにドイツ語風にHerrmannと綴りを改めた。
幼時からヴァイオリンの英才教育を受けた。
ジュリアード音楽院卒業後、指揮者として自作を含めて多くの録音を制作し、純音楽分野における自作もステレオ録音で残した。交響曲やクラリネット五重奏曲、オペラ『嵐が丘』、カンタータなどを残した。ヒッチコックの『知りすぎていた男』にも指揮者として登場している。イギリス、アメリカの20世紀音楽に造詣が深く、チャールズ・アイヴズを擁護する一方、ウィリアム・ウォルトンの新ロマン主義的な作風に傾倒した。ハーマンによると映画音楽は商業音楽というより機会音楽の一種であり、ハイドンやモーツァルトがダンス音楽を作曲したように、自分は映画音楽を作曲するということだった。
1941年の『悪魔の金』で、アカデミー作曲賞を受賞した。
ヒッチコック映画に数々の曲を提供したが、1966年『引き裂かれたカーテン』のために作曲した音楽の出来映えを巡ってヒッチコックと対立し、以後永久に袂を分かった。
ハーマンは熱烈なイギリスびいきとして知られ、晩年をイギリスで過ごした。
ヒッチコックと決別して以降、映画音楽で傑作を生み出せずにいたが、『タクシー・ドライバー』でのジャズの要素を取り入れたスコアが絶賛され、ブライアン・デ・パルマ監督の『愛のメモリー』と共にアカデミー作曲賞に30年ぶりにノミネートされた。
『タクシードライバー』の最後のレコーディング・セッションが終了して12時間後、息を引き取った。
同時代および後世の映画音楽に与えた影響は計り知れない。ダニー・エルフマンは、最も感化された映画音楽家としてハーマンの名を挙げている。後述のように、1998年のリメイク版『サイコ』では、ハーマンのスコアをほとんどアレンジせずに再構成している。
他の作曲家の作品にも独自の見解を持っていて、友人のエルマー・バーンスタインが『オリエント急行殺人事件』の中で列車が発進する時に流れる軽いワルツを気に入り、ハーマンの前で弾いてみせたところ、ハーマンは「死を運ぶ列車なのにワルツなんて!」と憤慨したという。

## レガシー
ハーマンが亡くなった後も音楽は使用され続けている。
1977年、プログレッシブ・ロックのユートピアはアルバム『Ra』において、映画『地底探検』（1959年）で使用された楽曲「Mountain Top/Sunrise」をロックのアレンジでアルバム1曲目「Communion With The Sun」として収録した。
1991年、ハーマン作曲の映画『恐怖の岬』（1962年）がマーティン・スコセッシ監督により『ケープ・フィアー』としてリメイクされた。エルマー・バーンスタインは『恐怖の岬』のハーマンの楽曲、およびハーマンが映画『引き裂かれたカーテン』（1966年）のために作曲したがアルフレッド・ヒッチコック監督により却下された楽曲を基にアレンジして使用した。
1993年、アームステッド・モーピンの小説を基にして始まったミニシリーズ『Tales Of The City』のオープニングで映画『めまい』（1958年）のオープニングの楽曲が再現された。
1998年、ガス・ヴァン・サント監督のリメイク版『サイコ』のために、作曲家のダニー・エルフマンと編曲家のスティーヴ・バーテックは
『サイコ』（1960年）で使用された全楽曲を再現した。
2003年、クエンティン・タランティーノ監督の『キル・ビル Vol.1』で殺し屋のエル・ドライバー（ダリル・ハンナ）が病院の廊下でハーマンが作曲した映画『密室の恐怖実験』（1968年）の「Georgie's Theme」を口笛で吹く。
2011年、『めまい』のハーマン作曲のテーマ曲がレディー・ガガの「ボーン・ディス・ウェイ」のミュージック・ビデオの導入部で使用された。
2011年、FXの『アメリカン・ホラー・ストーリー』のパイロット版のフラッシュバックのシーンで『めまい』（のテーマ曲が使用された。のちのエピソードではテイト（エヴァン・ピーターズ）の登場シーンで映画『密室の恐怖実験』（1968年）の「Georgie's Theme」が度々使用された。
2011年、映画『アーティスト』において作曲家ルドヴィック・ブールスは『めまい』の愛のテーマを最後のシーンで使用した。
2018年、Amazonプライムの『ホームカミング』において、第1話「規則」に『めまい』、第4話「セコイア」に映画『地球の静止する日』（1951年）のハーマンの楽曲が使用された。

## 主な映画作品
- 市民ケーン - Citizen Kane (1941)
- 悪魔の金 - All That Money Can Buy (1941)
- ジェーン・エア - Jane Eyre (1944)
- 地球の静止する日 - The Day the Earth Stood Still (1951)
- 五本の指 - 5 Fingers (1952)
- キリマンジャロの雪 - The Snows of Kilimanjaro (1952)
- エジプト人 - The Egyptian (1954)
- ハリーの災難 - The Trouble with Harry (1955)
- 間違えられた男 - The Wrong Man (1956)
- 知りすぎていた男 - The Man Who Knew Too Much (1956)
- 夜を逃れて - A Hatful of Rain (1957)
- めまい - Vertigo (1958)
- 裸者と死者 - The Naked and the Dead (1958)
- シンバッド七回目の航海 - The Seventh Voyage of Sinbad (1958)
- 北北西に進路を取れ - North by Northwest (1959)
- 地底探検 - Journey to the Center of the Earth (1959)
- サイコ - Psycho (1960)
- SF巨大生物の島 - Mysterious Island (1961)
- 鳥 - The Birds (1963)
- アルゴ探検隊の大冒険 - Jason and the Argonauts (1963)
- マーニー - Marnie (1964)
- 華氏451 - Fahrenheit 451 (1966)
- 黒衣の花嫁 - La Mariée était en noir (1968)
- 密室の恐怖実験 - Twisted Nerve (1968)
- ネレトバの戦い - Bitka na Neretvi (1969)
- 悪魔のシスター Sisters (1973)
- 悪魔の赤ちゃん - It’s Alive! (1974)
- 愛のメモリー - Obsession (1976)
- タクシードライバー - Taxi Driver (1976)

## 主な演奏会・舞台用音楽
- 交響詩「森」 (1929)
- 交響詩「11月の夕暮れ」 (1929)
- ヴァイオリンとピアノのための「鎮魂の祈り」 (1929)
- ヴァイオリンとピアノのための「黄昏」 (1929)
- バレエ「軍隊行進曲」 (1932)
- フルートとハープのための「アリア」 (1932)
- 弦楽のためのシンフォニエッタ (1935)
- カンタータ「白鯨」 (1937)
  - チャールズ・アイヴズに献呈。
- 交響曲 (1941)
  - 「第1番」と題されているが、2作目以降は手掛けられずに終わった。
- オペラ「嵐が丘」 (1951)
- 弦楽四重奏のための「エコー」 (1965)
- クラリネット五重奏曲「旅の思い出」(1967)

## 受賞歴

### アカデミー賞
受賞
1942年 アカデミー劇映画音楽賞:『悪魔の金』
ノミネート
1942年 アカデミー劇映画音楽賞:『市民ケーン』
1947年 アカデミー劇・喜劇映画音楽賞:『アンナとシャム王』
1977年 アカデミー作曲賞:『タクシードライバー』、『愛のメモリー』

## 家族
脚本家のルシール・フレッチャーと1939年に結婚したが、1948年に離婚した。